# Riedelia curviflora
Riedelia curviflora är en enhjärtbladig växtart som beskrevs av Daniel Oliver. Riedelia curviflora ingår i släktet Riedelia och familjen Zingiberaceae. Inga underarter finns listade i Catalogue of Life.